# Paradiopatra hartmanae
Paradiopatra hartmanae är en ringmaskart som först beskrevs av Kirkegaard 1980.  Paradiopatra hartmanae ingår i släktet Paradiopatra och familjen Onuphidae. Arten har ej påträffats i Sverige. Inga underarter finns listade i Catalogue of Life.